# International Commission on Zoological Nomenclature
Die International Commission on Zoological Nomenclature (Internationale Kommission für Zoologische Nomenklatur) ist das aktuell aus etwa 20–28 Mitgliedern bestehende Gremium, das die Internationalen Regeln für die Zoologische Nomenklatur (ICZN Code) herausgibt, worin die korrekte Benennung aller Tierarten international geregelt wird.
Die Kommission arbeitet auf der Grundlage einer Konstitution („Constitution of the ICZN“), die normalerweise mit dem ICZN Code zusammen publiziert wird.
Mitglieder der Kommission wurden lange Zeit in einem komplizierten Verfahren von der „Sektion für Zoologische Nomenklatur“ gewählt, einem Teilgremium der International Union of Biological Sciences (IUBS). Die Beteiligung von Zoologen an der IUBS hatte gegen Ende des 20. Jahrhunderts immer weiter nachgelassen, was in der Praxis zur Folge hatte, dass die Mitglieder der Kommission bei den Kongressen der IUBS mehr oder weniger unter sich waren und sich selbst wählten. Nach der Auflösung der zoologischen Sektion der IUBS wurden die neuen Mitglieder der Kommission nur noch von den anwesenden Kommissionsmitgliedern gewählt. Die IUBS-Generalversammlung hatte die Wahl danach nur noch formal zu bestätigen.
Die reguläre Amtszeit eines Mitglieds der Kommission ist 6 Jahre, mehrmalige Wiederwahl ist möglich (nach 18 Jahren ist eine 3-jährige Pause vorgeschrieben, bevor die Person wiedergewählt werden kann). Kommissionsmitglieder dürfen bis zu 75 Jahre alt sein. Wenn sie an den Entscheidungen nicht teilnehmen und mehr als 3 Monate nichts von sich hören lassen, hat die Kommission das Recht, ihre Mitgliedschaft zu beenden.
Die Arbeit der Kommission besteht darin, Anträge der Taxonomen zu bearbeiten und strittige Fälle im Schiedsverfahren zu regeln, in denen die strikte Einhaltung des ICZN Code die Stabilität der Nutzung von Namen unnötig beeinträchtigen würden. Diese Fälle mit ihren Kommentierungen und Entscheidungen der Kommission werden im Bulletin of Zoological Nomenclature veröffentlicht. Die ICZN-Kommission delegiert spezielle Aufgaben an Komitees, die sie benennt. Das bekannteste und wirksamste Komitee ist das Herausgeberkomitee für die Überarbeitung des ICZN-Code, welches dann gebildet wird, wenn eine neue Ausgabe des ICZN-Code ausgearbeitet werden soll. Dieses aus etwa einem halben Dutzend Kommissionsmitgliedern bestehende Editorial Committee zeichnet verantwortlich für den Inhalt des neu verfassten Regelwerkes.